# Rezerwat przyrody Lupa
Rezerwat przyrody Lupa – leśny rezerwat przyrody znajdujący się w miejscowości Dobra, w gminie Sieniawa, w powiecie przeworskim, w województwie podkarpackim.
- numer według rejestru wojewódzkiego: 1
- dokument powołujący: Zarządzenie Ministra Leśnictwa z dnia 19 marca 1953 r. (M.P. z 1953 r. nr 30, poz. 387)
- powierzchnia: 4,12 ha[1] (akt powołujący podawał 4,23 ha)
- rodzaj rezerwatu: leśny[1][2]

- typ rezerwatu – fitocenotyczny

- podtyp rezerwatu – zbiorowisk leśnych

- typ ekosystemu – leśny i borowy

- podtyp ekosystemu – lasów mieszanych nizinnych

- przedmiot ochrony (według aktu powołującego): fragment lasów z charakterystycznym dla tej dzielnicy drzewostanem wielogatunkowym, posiadającym cechy zespołu naturalnego[1][2]

Występują tu pomnikowe (140–180 lat) okazy jodły pospolitej (Abies alba), buka (Fagus silvatica), dębu (Quercus robur) i sosny (Pinus sp.).